# Željko Rebrača
Željko Rebrača (kyrillisch Жељко Ребрача; * 9. April 1972 in Prigrevica) ist ein ehemaliger serbischer Basketballspieler, der bei einer Körpergröße von 2,13 Metern auf der Position des Centers spielte.

## Karriere

### Vereinskarriere
Rebrača spielte zwischen 1992 und 2001 bei den Spitzenvereinen KK Partizan Belgrad, Benetton Treviso und Panathinaikos Athen, wo er eine Reihe von Titeln und Auszeichnungen sammeln konnte. Herausragend war für ihn dabei die Saison 1999/2000, die er mit der Griechischen Meisterschaft sowie dem Gewinn des Europapokals der Landesmeister abschließen konnte und für die er zum MVP des Finals gewählt wurde. 
Nachdem Rebrača bereits 1994 von den Seattle SuperSonics im NBA-Draft an 54. Stelle ausgewählt wurde, wechselte er 2001 in die NBA und zu den Atlanta Hawks. Dort wurde er, trotz jahrelanger internationaler Erfahrung, für seine Leistungen im ersten NBA-Jahr in das NBA All-Rookie Second Team berufen. 
Nach weiteren Stationen bei den Detroit Pistons und den Los Angeles Clippers kehrte Rebrača 2007 wieder nach Europa zurück und unterschrieb einen Vertrag beim spanischen Erstligisten Pamesa Valencia.
Am 17. Dezember 2007 gab er, aufgrund anhaltender Verletzungsprobleme, seinen Rücktritt bekannt.

### Nationalmannschaft
Bei der serbischen Nationalmannschaft gehört Rebrača zu den besten Spielern. Neben zwei Weltmeisterschaften gewann er auch drei Mal Europameisterschafts-Gold sowie Silber bei den Olympischen Spielen 1996 in Atlanta. Bei der Europameisterschaft 2005 im eigenen Land scheiterte Rebrača mit Serbien im Viertelfinale an Frankreich mit 71:74.

## Titel
- Serbisch-montenegrinischer Meister: 1995, 1996
- Italienischer Meister: 1997
- Griechischer Meister: 1999, 2000, 2001
- Serbischer Pokal: 1994, 1995
- Italienischer Supercup: 1997
- Europapokal der Landesmeister: 1992, 2000
- Weltmeister: 1998, 2002
- Europameister: 1995, 1997, 2001
- Silbermedaille bei Olympischen Spielen: 1996
- Bronzemedaille bei Europameisterschaften: 1999